# I Miss You (canción de Blink-182)
«I Miss You» (en español: «Te extraño») es una canción interpretada por la banda estadounidense de rock Blink-182. Esta canción se encuentra en su quinto álbum de estudio Blink-182 (2003) y también en el álbum recopilatorio Greatest Hits (2005) de la banda. 

La canción fue escrita por el guitarrista Tom DeLonge, coescrita por el bajista Mark Hoppus y por el baterista Travis Barker, producida por el productor ya fallecido Jerry Finn. Esta canción muestra un cambio drástico en el optimismo de Blink-182. El humor por el que se les conocía cambia por un sonido sombrío y con un ritmo más lento. El vídeo musical el cual también fue ofrecido en el Greatest Hits fue grabado en una mansión con la idea de hacerla parecer una casa embrujada.
Es posiblemente su mayor éxito, junto a «All the Small Things», aunque esta última tuvo más radiodifusión. «I Miss You» fue certificada oro por la RIAA el 25 de octubre de 2004 tras vender 500 000 copias en Estados Unidos.

## Lírica
La canción tiene referencias de la película de Tim Burton del año 1993 The Nightmare Before Christmas. Una de ellas es «We can live like Jack and Sally» —en español: Podemos vivir como Jack y Sally— y la segunda «We'll have Halloween on Christmas» —en español: Tendremos Halloween en Navidad—. Travis Barker dijo que esa parte de la canción estaba dirigida a su entonces novia Shanna Moakler. Los dos tendrían Halloween antes de Navidad referido a que su boda era el 30 de octubre de 2004.

## Video musical
El video, dirigido por Jonas Åkerlund, fue grabado en una casa, y los miembros de la banda llevaba maquillaje y trajes de la década de 1920 de estilo para dar una sensación fantasmal. También cuenta con Mark Hoppus tocando un Contrabajo, inspirado por Phil Thornalley de uso de The Cure de uno en el video de «The Love Cats». Como resultado de esto, Hoppus tuvo que usar pegamento en los dedos mientras su piel fue trituración fuera debido a la cantidad de toma para el vídeo.
En las notas del álbum, Hoppus afirma que la canción fue escrita «todo acústico» y hay imágenes de él tocando un bajo acústico en las «Cheetah» videos de cuando estaban grabando el álbum.

## Créditos y personal
- Mark Hoppus: Voz principal y Coros, Contrabajo.
- Tom Delonge: Voz principal y coros, Guitarra semiacustica y piano.
- Travis Barker: Batería

## Personal adicional
- sin acreditar: dos violonchelos y un xilófono

## En la cultura pop
- La canción apareció por primera vez en el videojuego SingStar Amped y como DLC para Rock Band 2. También apareció en el programa de televisión de Legit.

## Lista de canciones
| Sencillo en CD |                                |          |  |
| N.º            | Título                         | Duración |  |
| 1.             | «I Miss You»                   | 3:48     |  |
| 2.             | «Not Now»                      | 4:09     |  |
| 3.             | «Feeling This» (Video musical) | 3:07     |  |
| 11:03          |                                |          |  |

| Sencillo en CD 2 |                                  |          |  |
| N.º              | Título                           | Duración |  |
| 1.               | «I Miss You»                     | 3:48     |  |
| 2.               | «Not Now»                        | 4:09     |  |
| 3.               | «I Miss You» (James Guthrie Mix) | 4:25     |  |
| 12:21            |                                  |          |  |

| Sencillo en CD |                            |          |  |
| N.º            | Título                     | Duración |  |
| 1.             | «I Miss You»               | 3:48     |  |
| 2.             | «Go» (BBC Radio 1 Session) | 1:51     |  |
| 5:38           |                            |          |  |

| Sencillo en DVD |                                                  |          |  |
| N.º             | Título                                           | Duración |  |
| 1.              | «I Miss You» (Video musical)                     | 3:47     |  |
| 2.              | «First Date» (Video musical)                     | 3:43     |  |
| 3.              | «I Miss You - Behind the Scenes» (Video musical) | 2:00     |  |
| 4.              | «Photo Gallery»                                  | 0:15     |  |
| 9:45            |                                                  |          |  |

## Posicionamiento en listas
| Alemania       | German Singles Chart      | 32 |
| Australia      | Australian Singles Chart  | 13 |
| Austria        | Austrian Singles Chart    | 41 |
| Estados Unidos | Billboard Hot 100         | 42 |
| Estados Unidos | Radio Songs               | 44 |
| Estados Unidos | Adult Pop Songs           | 24 |
| Estados Unidos | Pop Songs                 | 15 |
| Estados Unidos | Alternative Songs         | 1  |
| Irlanda        | Irish Singles Chart       | 20 |
| Nueva Zelanda  | New Zealand Singles Chart | 8  |
| Reino Unido    | UK Singles Chart          | 8  |
| Suecia         | Swedish Singles Chart     | 55 |
| Suiza          | Swiss Singles Chart       | 51 |

### Sucesión en listas
| Predecesor: Megalomaniac de Incubus | Alternative Songs — Sencillo N°. 1 3 de abril de 2004 — 23 de abril de 2004 | Sucesor: The Reason de Hoobastank |

### Certificaciones
| País           | Organismo certificador | Certificación | Ventas certificadas | Simbolización | Ref.   |
| -------------- | ---------------------- | ------------- | ------------------- | ------------- | ------ |
| Australia      | ARIA                   | Oro           | 35 000              | ●             | [ 15 ] |
| Estados Unidos | RIAA                   | Oro           | 500 000             | ●             | [ 1 ]  |